# Callionymus leucopoecilus
Callionymus leucopoecilus là một loài cá biển thuộc chi Callionymus trong họ Cá đàn lia. Loài này được mô tả lần đầu tiên vào năm 1993.

## Phân bố và môi trường sống
C. leucopoecilus có phạm vi phân bố ở Tây Bắc Thái Bình Dương. Loài cá này được tìm thấy ở biển Hoàng Hải, ngoài khơi bán đảo Triều Tiên.

## Mô tả
Mẫu vật lớn nhất của C. leucopoecilus có chiều dài cơ thể được ghi nhận là 8,4 cm, thuộc về một cá thể đực; cá thể mái có chiều dài tối đa được ghi nhận là 7,9 cm.